# Franciszek Łoś
Franciszek Łoś herbu Dąbrowa (ur. 2 września 1756, zm. 20 marca 1829 w Rajsku) – hrabia, członek Stanów Galicyjskich, oficer wojsk austriackich.
Franciszek Łoś urodził się jako syn Marcina, piszącego się z Grodkowa, podsędka lwowskiego i Marianny Anny Dunin-Borkowskiej herbu Łabędź, kasztelanki gostyńskiej.
10 września 1782 przeprowadził legitymację szlachectwa w Lwowskim Sądzie Ziemskim z tytułem ritter von Grodkowa. 17 maja 1789 roku został jemu oraz jego braciom: Michałowi Maurycemu, Józefowi i Feliksowi, nadany tytuł hrabiego Galicji i jako hrabia wylegitymował się razem z braćmi 15 września tego roku.
Był odznaczony Orderem Św. Stanisława.
Posiadał liczne dobra w pow. sanockim i brzeżańskim, m.in.: Rajsko, Brzuchowice, Pniatyń i Studenna.
Żonaty od 1787 roku z  Rozalią Brześciańską herbu Sas, córkę Michała podkomorzego sanockiego i Teresy Radgowskiej herbu Ostoja, z którą pozostawił synów: Ignacego Fryderyka i Ewarysta Tadeusza Karola, który używał imienia Karol oraz córkę Teresą, zamężną za Alojzym Dominikiem Cikowskim herbu Radwan.